# Onze Lieve Vrouwekapel Leiden

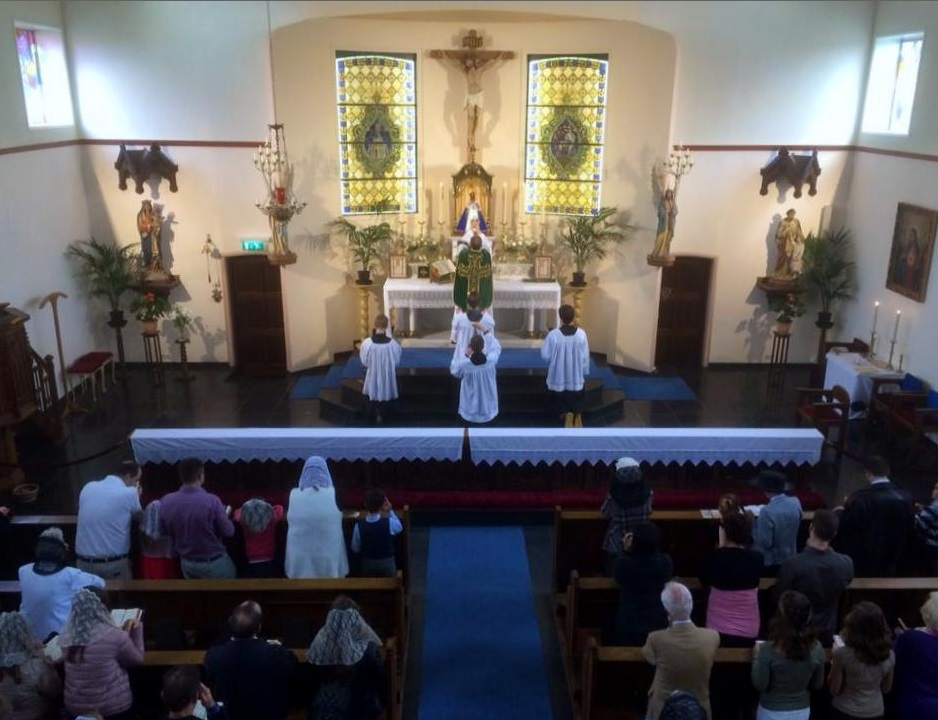
Tridentijnse mis in de kapel

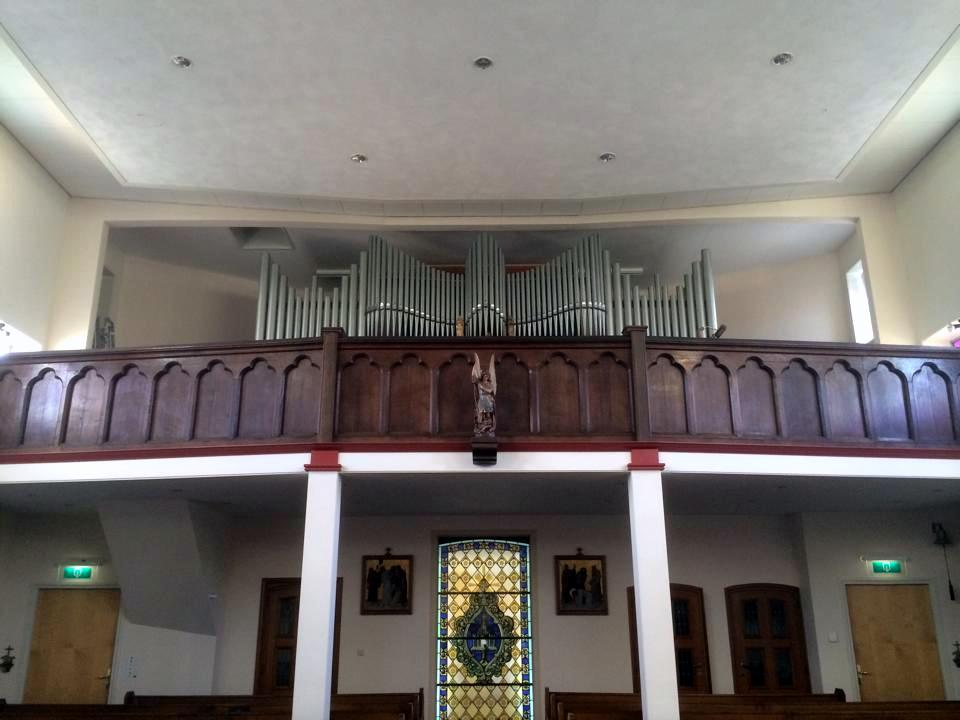
Het Verschuerenorgel

De Kapel Onze Lieve Vrouw van de Heilige Rozenkrans is een moderne, thans traditionalistische katholieke, kerk in de Nederlandse stad Leiden. De kerk is gebouwd in 1961 in opdracht van het Apostolisch Genootschap. De kerk, gelegen aan de Sumatrastraat in de Leidse wijk de Kooi, is een ontwerp van A. Dekker en P. van der Sterre en is gewijd aan Onze Lieve Vrouw van de Rozenkrans. De kerk wordt bediend door de Priesterbroederschap Sint Pius X, een traditionele beweging binnen de Katholieke kerk.

## Geschiedenis
De kapel werd in 1961 als kerk voor het Apostolisch Genootschap in gebruik genomen. Door terugloop van kerkbezoek werd besloten om alleen het kerkgebouw in Leiden Zuid-West te gebruiken. Voor de verkoop heeft het genootschap de kerk in 2000 al gerenoveerd en een pastorie erbij gebouwd. De kerk werd aan de katholieken van de Priesterbroederschap Sint Pius X verkocht. De broederschap zet zich in voor het behoud van de traditioneel katholieke liturgie van 1962 en theologie van voor het Tweede Vaticaanse Concilie. Om deze reden worden de heilige missen alleen in het Latijn volgens het Concilie van Trente gevierd. Hiervoor moest zij in 2011-2012 grondig verbouwd en heringericht worden.

## Onze Lieve Vrouw van de Rozenkrans
De gemeenschap van de FSSPX die de kapel gekocht heeft, kerkte hiervoor op een speciaal ingerichte kerkboot aan de Calandkade in Den Haag. Na 25 jaar dienstgedaan te hebben, werd de naam van de kerkboot naar de nieuwe kapel meegenomen. De kerkboot is na de verkoop naar Haarlem verhuisd.

## Verbouwing voor de katholieke liturgie
Speciaal voor het orgel en de koren, werd een ruim oksaal gebouwd van alle gemakken voorzien. De kerkbanken en de preekstoel werden vervangen en er werden beelden van heiligen en engelen geplaatst. Nieuwe voorwerpen zijn het altaar, communiebank en doopvont.

## Verschuerenorgel
Weinig is over dit orgel bekend. Het tweeklaviers orgel is in 1956 door Emile Verschueren te Tongeren gebouwd, destijds bestemd voor een klooster nabij Tongeren. Nadat het bekend werd dat het klooster gesloten en verkocht moest worden, zocht men naar een gepaste herbestemming. In 2012 heeft de kapel het orgel overgekocht voor een bescheiden prijs, het afbreken en heropbouwen in Leiden door firma Verschueren te Heythuisen kostte echter een fortuin. Destijds werd de kapel zelf gerenoveerd voor de katholieke liturgie. Het orgel werd op 22 september 2012 ingezegend door bisschop Bernard Fellay.

## Openeningstijden
De kapel is open voor en na elke mis. In de kapel worden missen gevierd op vrijdag 18.30 uur, zaterdag 9.00 uur en zondag 10.30 uur.